# Кубок африканських націй 2021 (склади)
Склади команд-учасниць фінального турніру Кубка африканський націй 2021, що проходив у Камеруні протягом січня-лютого 2022 року.

## Група A

### БУРКІНА-ФАСО
| №               | Гравець               | Дата народження                 | Клуб                      |
| Воротарі        |                       |                                 |                           |
| 1               | Абубакар Савадоґо     | 10 серпня 1989 (вік 32 роки)    | Райл Клуб Кадіоґо         |
| 16              | Куаку Коффі           | 16 жовтня 1996 (вік 25 років)   | Шарлеруа                  |
| 23              | Суф'ян Фарід Уедраоґо | 26 грудня 1996 (вік 25 років)   | ЮС де Форсес Армі         |
| 27              | Кіліан Нікіема        | 22 червня 2003 (вік 18 років)   | АДО Ден Гаг               |
| Захисники       |                       |                                 |                           |
| 3               | Ула Траоре            | 29 вересня 1995 (вік 26 років)  | Гороя                     |
| 4               | Сумаїла Уаттара       | 4 липня 1995 (вік 26 років)     | ФЮС Рабат                 |
| 5               | Патрік Мало           | 18 лютого 1992 (вік 29 років)   | Хассанія Аґадір           |
| 9               | Ісса Каборе           | 12 травня 2001 (вік 20 років)   | Труа                      |
| 12              | Едмонд Тапсоба        | 2 лютого 1999 (вік 22 роки)     | Баєр Леверкузен           |
| 13              | Ерманн Нікіема        | 30 листопада 1988 (вік 33 роки) | Салімата і Тассере        |
| 14              | Іссуфу Дайо           | 6 серпня 1991 (вік 30 років)    | РС Беркан                 |
| 25              | Стів Яґо              | 16 грудня 1992 (вік 29 років)   | Аріс (Лімасол)            |
| Півзахисники    |                       |                                 |                           |
| 6               | Саїду Сімпоре         | 31 серпня 1992 (вік 29 років)   | Аль-Іттіхад (Александрія) |
| 7               | Ерік Траоре           | 21 травня 1996 (вік 25 років)   | Пірамідс                  |
| 18              | Ісмаїла Уедраоґо      | 5 листопада 1999 (вік 22 роки)  | ПАОК                      |
| 19              | Хассан Банде          | 30 жовтня 1998 (вік 23 роки)    | Істра 1961                |
| 20              | Ґуставо Санґаре       | 8 листопада 1996 (вік 25 років) | Кевії-Руан                |
| 22              | Блаті Туре            | 4 серпня 1994 (вік 27 років)    | АФК Ескільстуна           |
| 24              | Адама Ґуіра           | 24 квітня 1988 (вік 33 роки)    | Расинг Ріоха              |
| 26              | Жан Ботюе             | 7 серпня 2002 (вік 19 років)    | Аяччо                     |
| 28              | Данґо Уаттара         | 11 лютого 2002 (вік 19 років)   | Лор'ян                    |
| Нападники       |                       |                                 |                           |
| 2               | Джібріл Уаттара       | 19 вересня 1999 (вік 22 роки)   | Олімпік Сафі              |
| 8               | Драман Нікіема        | 17 жовтня 1988 (вік 33 роки)    | Гороя                     |
| 10              | Бертран Траоре        | 6 вересня 1995 (вік 26 років)   | Астон Вілла               |
| 11              | Мохамед Конате        | 12 грудня 1997 (вік 24 роки)    | Ахмат Ґрозний             |
| 15              | Абдул Фессал Тапсоба  | 23 серпня 2001 (вік 20 років)   | Стандард (Льєж)           |
| 17              | Закарія Саноґо        | 11 грудня 1996 (вік 25 років)   | Арарат-Вірменія           |
| 21              | Сиріл Баяла           | 24 травня 1996 (вік 25 років)   | Аяччо                     |
| Головний тренер |                       |                                 |                           |
|                 | Каму Мало             | 17 вересня 1963 (вік 58 років)  |                           |

### КАМЕРУН
| №               | Гравець                   | Дата народження                  | Клуб               |
| Воротарі        |                           |                                  |                    |
| 1               | Жан Ефала                 | 11 серпня 1992 (вік 29 років)    | Аква Юнайтед       |
| 16              | Деві Епассі               | 2 лютого 1993 (вік 28 років)     | ОФІ Крит           |
| 23              | Сімон Омоссола            | 5 травня 1998 (вік 23 роки)      | Віта Клуб          |
| 24              | Андре Онана               | 2 квітня 1996 (вік 25 років)     | Аякс               |
| Захисники       |                           |                                  |                    |
| 2               | Енцо Ебосс                | 11 березня 1999 (вік 22 роки)    | Анже               |
| 4               | Ароль-Десті Мукуді        | 27 листопада 1997 (вік 24 роки)  | Сент-Етьєн         |
| 5               | Мішель Нґаде-Нґаджуї      | 23 листопада 1990 (вік 31 рік)   | Ґент               |
| 6               | Амбруаз Ойонґо            | 22 червня 1991 (вік 30 років)    | Монпельє           |
| 17              | Олів'є Мбаїзо             | 15 серпня 1997 (вік 24 роки)     | Філадельфія Юніон  |
| 19              | Коллінз Фе                | 23 листопада 1992 (вік 29 років) | Стандард Льєж      |
| 21              | Жан-Шарль Кастеллетто     | 26 січня 1995 (вік 26 років)     | Нант               |
| 22              | Жером Онґуене             | 22 грудня 1997 (вік 24 роки)     | Ред Булл Зальцбург |
| 25              | Нуу Толо                  | 23 червня 1997 (вік 24 роки)     | Сіетл Саундерз     |
| Півзахисники    |                           |                                  |                    |
| 3               | Ніколя Мумі Нґамало       | 9 липня 1994 (вік 27 років)      | Янг Бойз           |
| 8               | Андре-Франк Замбо-Анґісса | 16 листопада 1995 (вік 26 років) | Наполі             |
| 14              | Самюель Ум Ґуе            | 14 грудня 1997 (вік 24 роки)     | Мехелен            |
| 15              | П'єр Кунде                | 26 липня 1995 (вік 26 років)     | Олімпіакос         |
| 18              | Мартін Онґла              | 16 березня 1998 (вік 23 роки)    | Геллас Верона      |
| 26              | Жан Онана                 | 8 січня 2000 (вік 22 роки)       | Бордо              |
| 27              | Джеймс Леа Сілікі         | 12 червня 1996 (вік 25 років)    | Мідлсбро           |
| 28              | Іван Нею                  | 3 січня 1997 (вік 25 років)      | Сент-Етьєн         |
| Нападники       |                           |                                  |                    |
| 7               | Клінтон Нж'є              | 15 серпня 1993 (вік 28 років)    | Динамо Москва      |
| 9               | Стефан Баокен             | 28 травня 1992 (вік 29 років)    | Анже               |
| 10              | Венсан Абубакар           | 22 січня 1992 (вік 29 років)     | Ан-Наср            |
| 11              | Крістіан Бассоґоґ         | 18 жовтня 1995 (вік 26 років)    | Шанхай Шеньхуа     |
| 12              | Карл Токо Екамбі          | 14 вересня 1992 (вік 29 років)   | Олімпік Ліон       |
| 13              | Ерік Максім Шупо-Мотінг   | 23 березня 1989 (вік 32 роки)    | Баварія Мюнхен     |
| 20              | Іґнатіус Ґанаґо           | 16 лютого 1999 (вік 22 роки)     | Ланс               |
| Головний тренер |                           |                                  |                    |
|                 | Тоні Консейсау            | 06 грудня 1961 (вік 60 років)    | Португалія         |

### КАБО-ВЕРДЕ
| №               | Гравець           | Дата народження                  | Клуб                |
| Воротарі        |                   |                                  |                     |
| 1               | Возінья           | 3 червня 1986 (вік 35 років)     | АЕЛ Лімасол         |
| 12              | Марсіо Роса       | 23 лютого 1997 (вік 24 роки)     | Монталеґре          |
| 23              | Кевен Рамос       | 01 січня 2002 (вік 20 років)     | Мінделенси          |
| 28              | Елбер Евора       | 02 грудня 1999 (вік 22 роки)     | АЕЛ Лімасол         |
| Захисники       |                   |                                  |                     |
| 2               | Стопіра           | 20 травня 1988 (вік 33 роки)     | Фегервар            |
| 3               | Діні              | 17 січня 1995 (вік 26 років)     | ФАР Рабат           |
| 4               | Роберто Лопес     | 17 червня 1992 (вік 29 років)    | Шемрок Роверз       |
| 13              | Стів Фуртадо      | 22 листопада 1994 (вік 27 років) | Берое Стара Загора  |
| 14              | Карлуш Понк       | 13 січня 1995 (вік 26 років)     | Істанбул Башакшехір |
| 16              | Ділан Таваріш     | 30 серпня 1996 (вік 25 років)    | Невшатель Ксамакс   |
| 17              | Стівен Фортеш     | 17 квітня 1992 (вік 29 років)    | Остенде             |
| 22              | Джеффрі Фортес    | 22 березня 1989 (вік 32 роки)    | Де Ґрафсхап         |
| 27              | Делміро           | 29 серпня 1988 (вік 33 роки)     | Аріс (Лімасол)      |
| Півзахисники    |                   |                                  |                     |
| 5               | Нуну Борхес       | 31 березня 1988 (вік 33 роки)    | Каза Піа            |
| 6               | Марку Суареш      | 16 червня 1984 (вік 37 років)    | Арока               |
| 7               | Патрік Андраде    | 9 лютого 1993 (вік 28 років)     | Карабах             |
| 10              | Жаміру Монтейру   | 28 листопада 1993 (вік 28 років) | Філадельфія Юніон   |
| 15              | Вілліс Фуртаду    | 4 вересня 1997 (вік 24 роки)     | Єрв                 |
| 18              | Кенні Роша Сантуш | 3 січня 2000 (вік 22 роки)       | Остенде             |
| 24              | Жоау Паулу        | 26 травня 1998 (вік 23 роки)     | Фейренсі            |
| 26              | Ненасс            | 5 липня 1995 (вік 26 років)      | Олесунн             |
| Нападники       |                   |                                  |                     |
| 8               | Лісандру Семеду   | 12 березня 1996 (вік 25 років)   | Фортуна Сіттард     |
| 9               | Жилсон Тавареш    | 29 грудня 2001 (вік 20 років)    | Ештуріл-Прая        |
| 11              | Гаррі Родрігеш    | 27 листопада 1990 (вік 31 рік)   | Олімпіакос          |
| 19              | Жуліу Таваріш     | 19 листопада 1988 (вік 33 роки)  | Аль-Фейсалі         |
| 20              | Раян Мендеш       | 8 січня 1990 (вік 32 роки)       | Ан-Наср Дубай       |
| 21              | Вагнер Гонсалвеш  | 21 березня 1991 (вік 30 років)   | Трабзонспор         |
| 25              | Віллі Семеду      | 27 квітня 1994 (вік 27 років)    | Пафос               |
| Головний тренер |                   |                                  |                     |
|                 | Бубішта           | 06 січня 1970 (вік 52 роки)      |                     |

### ЕФІОПІЯ
| №               | Гравець            | Дата народження                  | Клуб              |
| Воротарі        |                    |                                  |                   |
| 1               | Джемал Тассев      | 27 квітня 1989 (вік 32 роки)     | Фасіл Кенема      |
| 22              | Теклемаріам Шанко  | 2 січня 1998 (вік 24 роки)       | Ефіопіан Кофі     |
| 23              | Фасіл Ґебремайкл   | 17 жовтня 2000 (вік 21 рік)      | Бахр-Дар Кенема   |
| 28              | Фірев Ґетагун      | 12 червня 1992 (вік 29 років)    | Дире-Дауа Сіті    |
| Захисники       |                    |                                  |                   |
| 2               | Сулеман Хамід      | 20 жовтня 1997 (вік 24 роки)     | Сент-Джордж       |
| 4               | Міґнот Дебебе      | 2 вересня 1995 (вік 26 років)    | Сент-Джордж       |
| 5               | Деста Йоганнес     | 17 квітня 1998 (вік 23 роки)     | Адама Сіті        |
| 15              | Ашалев Тамене      | 22 листопада 1991 (вік 30 років) | Фасіл Кенема      |
| 16              | Яред Баєг          | 22 січня 1995 (вік 26 років)     | Фасіл Кенема      |
| 20              | Рамадан Юсеф       | 12 лютого 2001 (вік 20 років)    | Велкіте Сіті      |
| 25              | Ахмед Решид        | 11 грудня 1998 (вік 23 роки)     | Бахр-Дар Кенема   |
| Півзахисники    |                    |                                  |                   |
| 3               | Месуд Мохаммед     | 18 лютого 1990 (вік 31 рік)      | Джимма Аба Джифар |
| 6               | Ґаточ Паном        | 30 листопада 1994 (вік 27 років) | Сент-Джордж       |
| 7               | Сурафел Даґначев   | 11 вересня 1997 (вік 24 роки)    | Фасіл Кенема      |
| 8               | Амануел Йоганнес   | 14 березня 1999 (вік 22 роки)    | Ефіопіан Кофі     |
| 12              | Їгун Ендашав       | 5 листопада 1992 (вік 29 років)  | Фасіл Кенема      |
| 13              | Фірев Соломон      | 18 вересня 1992 (вік 29 років)   | Сидама Кофі       |
| 14              | Фітсум Алему       | 15 липня 1995 (вік 26 років)     | Бахр-Дар Кенема   |
| 17              | Безабі Мелаю       | 26 червня 1995 (вік 26 років)    | Фасіл Кенема      |
| 18              | Шимеліс Бекеле     | 17 жовтня 1990 (вік 31 рік)      | Ель-Ґуна          |
| 19              | Шимекіт Ґуґеса     | 1 січня 1995 (вік 27 років)      | Фасіл Кенема      |
| 21              | Асрат Тонжо        | 29 листопада 1996 (вік 25 років) | Ефіопіан Кофі     |
| Нападники       |                    |                                  |                   |
| 9               | Ґетане Кебеде      | 2 квітня 1992 (вік 29 років)     | Велкіте Сіті      |
| 10              | Абубекер Насір     | 23 лютого 2000 (вік 21 рік)      | Ефіопіан Кофі     |
| 11              | Амануел Ґебремайкл | 5 лютого 1999 (вік 22 роки)      | Сент-Джордж       |
| 24              | Месфін Тафессе     | 26 листопада 2001 (вік 20 років) | Аваса Сіті        |
| 26              | Муджиб Кассім      | 19 жовтня 1995 (вік 26 років)    | Кабілія           |
| 27              | Дава Готесса       | 9 березня 1996 (вік 25 років)    | Адама Сіті        |
| Головний тренер |                    |                                  |                   |
|                 | Вубету Абате       | 20 серпня 1978 (вік 43 роки)     |                   |

## Група B

### ГВІНЕЯ
| №               | Гравець            | Дата народження                  | Клуб              |
| Воротарі        |                    |                                  |                   |
| 1               | Алі Кейта          | 8 грудня 1986 (вік 35 років)     | Естерсунд         |
| 16              | Мусса Камара       | 27 листопада 1998 (вік 23 роки)  | Гороя             |
| 22              | Ібрагім Коне       | 5 грудня 1989 (вік 32 роки)      | Гіберніанс        |
| Захисники       |                    |                                  |                   |
| 3               | Іссіага Сілла      | 1 січня 1994 (вік 28 років)      | Тулуза            |
| 4               | Ібраїма Конте      | 3 квітня 1996 (вік 25 років)     | Ніор              |
| 5               | Саїду Сов          | 4 липня 2002 (вік 19 років)      | Сент-Етьєн        |
| 13              | Мохамед Алі Камара | 28 серпня 1997 (вік 24 роки)     | Янг Бойз          |
| 15              | Мікаель Дюрестам   | 10 грудня 1991 (вік 30 років)    | Сарпсборг 08      |
| 17              | Усман Канте        | 21 вересня 1989 (вік 32 роки)    | Париж             |
| 20              | Па Конате          | 25 квітня 1994 (вік 27 років)    | Ботев (Пловдив)   |
| Півзахисники    |                    |                                  |                   |
| 2               | Морлає Сілла       | 27 липня 1998 (вік 23 роки)      | Гороя             |
| 6               | Амаду Діавара      | 17 липня 1997 (вік 24 роки)      | Рома              |
| 7               | Ібраїма Сіссе      | 28 лютого 1994 (вік 27 років)    | Серен             |
| 8               | Набі Кейта         | 10 лютого 1995 (вік 26 років)    | Ліверпуль         |
| 10              | Морган Гілавогі    | 10 березня 1998 (вік 23 роки)    | Париж             |
| 12              | Ібраїма Сорі Конте | 3 квітня 1991 (вік 30 років)     | Бней Сахнін       |
| 14              | Ілайш Моріба       | 19 січня 2003 (вік 18 років)     | РБ Лейпциг        |
| 18              | Сейдуба Сума       | 11 червня 1991 (вік 30 років)    | СК Кувейт         |
| 19              | Мамаду Кане        | 22 січня 1997 (вік 24 роки)      | Нефтчі            |
| 23              | Аґібу Камара       | 20 травня 2001 (вік 20 років)    | Олімпіакос        |
| 24              | Морі Конате        | 15 листопада 1993 (вік 28 років) | Сінт-Трейден      |
| 26              | Фоде Камара        | 23 червня 2002 (вік 19 років)    | Гороя             |
| Нападники       |                    |                                  |                   |
| 9               | Хосе Канте         | 27 вересня 1990 (вік 31 рік)     | Кайрат            |
| 11              | Мохамед Байо       | 4 червня 1998 (вік 23 роки)      | Клермон           |
| 21              | Сорі Каба          | 10 квітня 1995 (вік 26 років)    | Ауд-Геверле Левен |
| 25              | Мамаду Діалло      | 19 вересня 1994 (вік 27 років)   | Гренобль          |
| 27              | Ґауссу Юссуф Сібі  | 15 квітня 2000 (вік 21 рік)      | Вакрія            |
| Головний тренер |                    |                                  |                   |
|                 | Каба Діавара       | 16 грудня 1975 (вік 46 років)    |                   |

### МАЛАВІ
| №               | Гравець           | Дата народження                  | Клуб                  |
| Воротарі        |                   |                                  |                       |
| 1               | Чарлз Тому        | 24 січня 1999 (вік 22 роки)      | Сілвер Страйкерз      |
| 16              | Ернест Кахобве    | 26 червня 1993 (вік 28 років)    | Ньяса Біґ Буллетс     |
| 23              | Вільям Толе       | 2 жовтня 1998 (вік 23 роки)      | Майті Вондерерз       |
| 24              | Брайтон Мунталі   | 11 грудня 1997 (вік 24 роки)     | Сілвер Страйкерз      |
| Захисники       |                   |                                  |                       |
| 2               | Стенлі Сануді     | 2 лютого 1995 (вік 26 років)     | Майті Вондерерз       |
| 3               | Чарлз Петро       | 8 лютого 2001 (вік 20 років)     | Шериф Тирасполь       |
| 4               | Пітер Чолопі      | 19 серпня 1996 (вік 25 років)    | Майті Вондерерз       |
| 5               | Денніс Чембезі    | 15 січня 1997 (вік 24 роки)      | Полокване Сіті        |
| 12              | Марк Фодя         | 22 грудня 1997 (вік 24 роки)     | Сілвер Страйкерз      |
| 15              | Лоренс Чазія      | 19 серпня 1988 (вік 33 роки)     | Сівіл Сервіс Юнайтед  |
| 19              | Лімбікані Мзава   | 12 листопада 1993 (вік 28 років) | АмаЗулу               |
| 21              | Ґомезґані Чірва   | 25 вересня 1996 (вік 25 років)   | Ньяса Біґ Буллетс     |
| 25              | Пол Ндлову        | 18 лютого 1989 (вік 32 роки)     | МАФКО                 |
| 28              | Деніел Чімбаланга | 19 січня 1999 (вік 22 роки)      | МАФКО                 |
| Півзахисники    |                   |                                  |                       |
| 6               | Чікоті Чірва      | 9 березня 1992 (вік 29 років)    | Ред Лайонз            |
| 7               | Місіум Мгоне      | 19 січня 1992 (вік 29 років)     | Блю Іґлз              |
| 8               | Чімвемве Ідана    | 7 вересня 1998 (вік 23 роки)     | Ньяса Біґ Буллетс     |
| 10              | Франсіско Мадінга | 11 лютого 2000 (вік 21 рік)      | Діла Ґорі             |
| 13              | Пітер Банда       | 22 вересня 2000 (вік 21 рік)     | Сімба                 |
| 14              | Робін Нгаланде    | 2 листопада 1992 (вік 29 років)  | Сент-Джордж           |
| 17              | Джон Банда        | 6 лютого 1992 (вік 29 років)     | Сонґу                 |
| 18              | Зеброн Каліма     | 15 травня 2002 (вік 19 років)    | Сілвер Страйкерз      |
| 20              | Ямікані Честер    | 20 грудня 1994 (вік 27 років)    | Майті Вондерерз       |
| 27              | Джералд Фірі      | 8 червня 1993 (вік 28 років)     | Аль-Гіляль (Омдурман) |
| Нападники       |                   |                                  |                       |
| 9               | Річард Мбулу      | 25 січня 1994 (вік 27 років)     | Барока                |
| 11              | Габадіньйо Мханго | 27 вересня 1992 (вік 29 років)   | Орландо Пайретс       |
| 22              | Худа Муяба        | 26 січня 1993 (вік 28 років)     | Полокване Сіті        |
| 26              | Стейн Дейві       | 23 листопада 1998 (вік 23 роки)  | Сілвер Страйкерз      |
| Головний тренер |                   |                                  |                       |
|                 | Маріо Марініке    | 13 грудня 1964 (вік 57 років)    | Румунія               |

### СЕНЕГАЛ
| №               | Гравець           | Дата народження                  | Клуб                 |
| Воротарі        |                   |                                  |                      |
| 1               | Сені Дьєнґ        | 23 листопада 1994 (вік 27 років) | Квінз Парк Рейнджерс |
| 16              | Едуар Менді       | 1 березня 1992 (вік 29 років)    | Челсі                |
| 23              | Альфред Ґоміс     | 5 вересня 1993 (вік 28 років)    | Ренн                 |
| 28              | Аліун Бадара Фаті | 3 травня 1999 (вік 22 роки)      | Каса Спортс Зігіншор |
| Захисники       |                   |                                  |                      |
| 2               | Саліу Сісс        | 15 вересня 1989 (вік 32 роки)    | Нансі                |
| 3               | Каліду Кулібалі   | 20 червня 1991 (вік 30 років)    | Наполі               |
| 4               | Пап Абу Сіссе     | 14 вересня 1995 (вік 26 років)   | Олімпіакос           |
| 12              | Фоде Балло-Туре   | 3 січня 1997 (вік 25 років)      | Мілан                |
| 14              | Абдулає Сек       | 4 червня 1992 (вік 29 років)     | Антверпен            |
| 20              | Буна Сарр         | 31 січня 1992 (вік 29 років)     | Баварія (Мюнхен)     |
| 21              | Ібраїма Мбає      | 19 листопада 1994 (вік 27 років) | Болонья              |
| 22              | Абду Діалло       | 4 травня 1996 (вік 25 років)     | Парі Сен-Жермен      |
| Півзахисники    |                   |                                  |                      |
| 5               | Ідрісса Ґеє       | 26 вересня 1989 (вік 32 роки)    | Парі Сен-Жермен      |
| 6               | Нампалі Менді     | 23 червня 1992 (вік 29 років)    | Лестер Сіті          |
| 8               | Шейху Куяте       | 21 грудня 1989 (вік 32 роки)     | Крістал Пелес        |
| 13              | Жозеф Лопі        | 15 березня 1992 (вік 29 років)   | Сошо                 |
| 17              | Пап Матар Сарр    | 14 вересня 2002 (вік 19 років)   | Мец                  |
| 24              | Мустафа Нам       | 5 травня 1995 (вік 26 років)     | Париж                |
| 25              | Мамаду Лум        | 30 грудня 1996 (вік 25 років)    | Депортіво Алавес     |
| 26              | Пап Ґеє           | 24 січня 1999 (вік 22 роки)      | Олімпік (Марсель)    |
| Нападники       |                   |                                  |                      |
| 7               | Кейта Бальде      | 8 березня 1995 (вік 26 років)    | Кальярі              |
| 9               | Булає Діа         | 16 листопада 1996 (вік 25 років) | Вільярреал           |
| 10              | Садіо Мане        | 10 квітня 1992 (вік 29 років)    | Ліверпуль            |
| 11              | Хабіб Діалло      | 18 червня 1995 (вік 26 років)    | Страсбур             |
| 15              | Бамба Дьєнґ       | 23 березня 2000 (вік 21 рік)     | Олімпік (Марсель)    |
| 18              | Ісмаїла Сарр      | 25 лютого 1998 (вік 23 роки)     | Вотфорд              |
| 19              | Фамара Д'єдью     | 15 грудня 1992 (вік 29 років)    | Аланіяспор           |
| 27              | Мам Тіам          | 9 жовтня 1992 (вік 29 років)     | Кайсеріспор          |
| Головний тренер |                   |                                  |                      |
|                 | Аліу Сіссе        | 24 березня 1976 (вік 45 років)   |                      |

### ЗІМБАБВЕ
| №               | Гравець             | Дата народження                 | Клуб                 |
| Воротарі        |                     |                                 |                      |
| 1               | Петрос Мхарі        | 15 квітня 1989 (вік 32 роки)    | Платинум             |
| 21              | Талберт Шумба       | 12 травня 1990 (вік 31 рік)     | Фрі Стейт Старз      |
| 23              | Мартін Мапіса       | 25 травня 1998 (вік 23 роки)    | Самора               |
| Захисники       |                     |                                 |                      |
| 2               | Ґодноуз Мурвіра     | 4 липня 1993 (вік 28 років)     | Дайнамоз             |
| 3               | Джордан Земура      | 14 листопада 1999 (вік 22 роки) | Борнмут              |
| 6               | Алек Мудіму         | 8 квітня 1995 (вік 26 років)    | Торпедо (Кутаїсі)    |
| 12              | Брюс Канґва         | 24 лютого 1988 (вік 33 роки)    | Азам                 |
| 14              | Онісмор Бхасера     | 7 січня 1986 (вік 36 років)     | СуперСпорт Юнайтед   |
| 15              | Тінейдж Гадебе      | 17 вересня 1995 (вік 26 років)  | Г'юстон Динамо       |
| 20              | Пітер Мудугва       | 11 серпня 1993 (вік 28 років)   | Гайлендерз           |
| 22              | Такудзва Чімвемве   | 26 жовтня 1992 (вік 29 років)   | Нкана                |
| Півзахисники    |                     |                                 |                      |
| 4               | Келвін Мадзонґве    | 1 травня 1990 (вік 31 рік)      | Платинум             |
| 5               | Джералд Таквара     | 29 жовтня 1994 (вік 27 років)   | Венда Футбол Екедемі |
| 7               | Ісмаел Ваді         | 19 грудня 1992 (вік 29 років)   | Джей-Ді-Ар Старз     |
| 8               | Кундаі Беню         | 21 лютого 2002 (вік 19 років)   | Вестрі               |
| 11              | Невер Тайджере      | 16 грудня 1990 (вік 31 рік)     | Азам                 |
| 13              | Табані Камусоко     | 2 березня 1988 (вік 33 роки)    | ЗЕСКО Юнайтед        |
| 16              | Кудакваше Магачі    | 29 вересня 1993 (вік 28 років)  | СуперСпорт Юнайтед   |
| Нападники       |                     |                                 |                      |
| 9               | Девід Мойо          | 17 грудня 1994 (вік 27 років)   | Гамільтон Академікал |
| 10              | Тіно Кадевере       | 5 січня 1996 (вік 26 років)     | Олімпік (Ліон)       |
| 17              | Ноледж Мусона       | 21 червня 1990 (вік 31 рік)     | Ат-Таї               |
| 18              | Принс Дюбе          | 17 лютого 1997 (вік 24 роки)    | Азам                 |
| 19              | Адмірал Мускве      | 21 серпня 1998 (вік 23 роки)    | Лутон Таун           |
| 24              | Темптейшн Чівунґа   | 10 березня 1992 (вік 29 років)  | Джей-Ді-Ар Старз     |
| 25              | Білл Антоніо        | 3 вересня 2002 (вік 19 років)   | Дайнамоз             |
| 26              | Панаше Мутімбаньока | 21 лютого 2002 (вік 19 років)   | Платинум             |
| Головний тренер |                     |                                 |                      |
|                 | Норман Мапеза       | 12 квітня 1972 (вік 49 років)   |                      |

## Група C

### КОМОРСЬКІ ОСТРОВИ
| №               | Гравець              | Дата народження                  | Клуб                |
| Воротарі        |                      |                                  |                     |
| 1               | Салім Бен Бойна      | 19 липня 1991 (вік 30 років)     | Марсель Ендум       |
| 16              | Мояд Уссені          | 2 квітня 1993 (вік 28 років)     | Фрежус Сент-Рафаель |
| 23              | Алі Аамада           | 19 серпня 1991 (вік 30 років)    | без клубу           |
| Захисники       |                      |                                  |                     |
| 2               | Кассім Абдалла       | 9 квітня 1989 (вік 32 роки)      | Атлетико Марсель    |
| 3               | Шакер Альхадур       | 4 грудня 1991 (вік 30 років)     | Аяччо               |
| 4               | Юнн Захарі           | 20 жовтня 1998 (вік 23 роки)     | Шоле                |
| 5               | Абдалла Алі Мохамед  | 11 квітня 1999 (вік 22 роки)     | Стад Лозанна Уши    |
| 12              | Кассім М'Дахома      | 26 січня 1997 (вік 24 роки)      | Авранш              |
| 15              | Бенджалуд Юссуф      | 11 лютого 1994 (вік 27 років)    | Шатору              |
| 27              | Кассім Аамада        | 8 квітня 1992 (вік 29 років)     | Кретей              |
| Півзахисники    |                      |                                  |                     |
| 6               | Наджим Абду          | 13 липня 1984 (вік 37 років)     | Мартіґ              |
| 8               | Фуад Башіру          | 15 квітня 1990 (вік 31 рік)      | Омонія              |
| 10              | Юссуф М'чанґама      | 29 серпня 1990 (вік 31 рік)      | Генгам              |
| 11              | Накібу Абубакарі     | 10 березня 1993 (вік 28 років)   | Сет 34              |
| 13              | Рафідін Абдулла      | 15 січня 1994 (вік 27 років)     | Стад Лозанна Уши    |
| 18              | Ясін Бурхан          | 30 вересня 1998 (вік 23 роки)    | Ґоу Егед Іґлз       |
| 19              | Мохамед Юссуф        | 26 березня 1988 (вік 33 роки)    | Аяччо               |
| 20              | Ахмед Моґні          | 10 жовтня 1991 (вік 30 років)    | Ансі                |
| 22              | Саїд Бакарі          | 22 вересня 1994 (вік 27 років)   | Валвейк             |
| 26              | Іяд Мохамед          | 5 березня 2001 (вік 20 років)    | Осер                |
| Нападники       |                      |                                  |                     |
| 7               | Фаїз Селемані        | 14 листопада 1993 (вік 28 років) | Кортрейк            |
| 9               | Мохамед М'чанґама    | 9 червня 1987 (вік 34 роки)      | Нуадібу             |
| 14              | Алі М'Маді           | 21 квітня 1990 (вік 31 рік)      | Епіналь             |
| 17              | Іброїхім Юссуф       | 6 травня 1994 (вік 27 років)     | ТС Спортинг         |
| 21              | Ель-Фарду Бен-Набуан | 10 червня 1989 (вік 32 роки)     | Црвена Звезда       |
| 24              | Фаїз Маттуар         | 12 липня 2000 (вік 21 рік)       | Шоле                |
| 25              | Джумуа Мусса         | 16 липня 1999 (вік 22 роки)      | Сен-Прієст          |
| 28              | Алексіс Суахі        | 13 січня 1995 (вік 26 років)     | Нью-Мексико Юнайтед |
| Головний тренер |                      |                                  |                     |
|                 | Амір Абду            | 8 липня 1972 (вік 49 років)      | Франція             |

### ГАБОН
| №               | Гравець                       | Дата народження                  | Клуб                     |
| Воротарі        |                               |                                  |                          |
| 1               | Жан-Ноель Амономе             | 24 грудня 1997 (вік 24 роки)     | АмаЗулу                  |
| 16              | Антоні Мфа Мезуі              | 7 березня 1991 (вік 30 років)    | Роданж 91                |
| 21              | Жуніор Нубі Фотсо             | 20 червня 1999 (вік 22 роки)     | Ванн                     |
| 23              | Дональд Нзе                   | 5 квітня 1992 (вік 29 років)     | Манієма Юніон            |
| Захисники       |                               |                                  |                          |
| 2               | Алекс Мукету-Муссунда         | 10 жовтня 2000 (вік 21 рік)      | Аріс Лімасол             |
| 3               | Антоні Ойоно                  | 12 квітня 2001 (вік 20 років)    | Булонь                   |
| 4               | Сідней Обісса                 | 4 травня 2000 (вік 21 рік)       | Олімпік Шарлеруа         |
| 5               | Бруно Екуеле Манґа            | 16 липня 1988 (вік 33 роки)      | Діжон                    |
| 6               | Йоанн Обіанґ                  | 5 липня 1993 (вік 28 років)      | Родез                    |
| 8               | Ллойд Палюн                   | 28 листопада 1988 (вік 33 роки)  | Бастія                   |
| 24              | Давід Самбісса                | 11 січня 1996 (вік 25 років)     | Камбюр                   |
| 27              | Ґілкріст Нґуема               | 7 серпня 1996 (вік 25 років)     | без клубу                |
| 28              | Янніс Н'Ґакуту-Япенде         | 30 вересня 1998 (вік 23 роки)    | Ліон Ля Дюшер            |
| Півзахисники    |                               |                                  |                          |
| 12              | Ґелор Канґа                   | 1 серпня 1990 (вік 31 рік)       | Црвена Звезда            |
| 14              | Луї Амека                     | 3 жовтня 1996 (вік 25 років)     | Маґреб де Фес            |
| 15              | Ульрік Енеме-Елла             | 22 травня 2001 (вік 20 років)    | Брайтон енд Гоув Альбіон |
| 17              | Андре Бійоґо Поко             | 1 січня 1993 (вік 29 років)      | Алтай                    |
| 18              | Маріо Леміна                  | 1 вересня 1993 (вік 28 років)    | Ніцца                    |
| 19              | Серж-Жуніор Мартінссон Нгуалі | 23 січня 1992 (вік 29 років)     | Гориця                   |
| 25              | Жуніор Ассуму                 | 22 липня 1995 (вік 26 років)     | Ле-Ман                   |
| 26              | Медвін Бітеґе                 | 01 вересня 1996 (вік 25 років)   | Аль-Гіляль (Бенгазі)     |
| Нападники       |                               |                                  |                          |
| 7               | Аарон Салем Бупендза          | 7 серпня 1996 (вік 25 років)     | Аль-Арабі                |
| 9               | П'єр-Емерік Обамеянг          | 18 червня 1989 (вік 32 роки)     | Арсенал                  |
| 10              | Аксель Меє                    | 6 червня 1995 (вік 26 років)     | Іттіхад Танжер           |
| 11              | Джим Аллевіна                 | 27 лютого 1995 (вік 26 років)    | Клермон                  |
| 13              | Кевін Маї                     | 14 січня 1993 (вік 28 років)     | Умранієспор              |
| 20              | Дені Буанґа                   | 11 листопада 1994 (вік 27 років) | Сент-Етьєн               |
| 22              | Фахд Ндзенґе                  | 7 липня 2000 (вік 21 рік)        | Табор Сежана             |
| Головний тренер |                               |                                  |                          |
|                 | Патріс Невьо                  | 29 березня 1954 (вік 67 років)   | Франція                  |

### ГАНА
| №               | Гравець               | Дата народження                  | Клуб                 |
| Воротарі        |                       |                                  |                      |
| 1               | Абдул Манаф Нурудін   | 8 лютого 1999 (вік 22 роки)      | Ейпен                |
| 12              | Лоуренс Аті Зіджі     | 29 листопада 1996 (вік 25 років) | Санкт-Ґаллен         |
| 16              | Джозеф Воллакотт      | 8 вересня 1996 (вік 25 років)    | Свіндон Таун         |
| 24              | Річард Атта           | 9 квітня 1995 (вік 26 років)     | Гартс оф Оук         |
| Захисники       |                       |                                  |                      |
| 2               | Енді Ядом             | 2 грудня 1991 (вік 30 років)     | Редінґ               |
| 3               | Філемон Баффур        | 6 лютого 2001 (вік 20 років)     | Дрімз                |
| 4               | Джонатан Менса        | 13 липня 1990 (вік 31 рік)       | Коламбус Крю         |
| 14              | Ґідеон Менса          | 18 липня 1998 (вік 23 роки)      | Жиронден де Бордо    |
| 17              | Абдул Рахман Баба     | 2 липня 1994 (вік 27 років)      | Редінґ               |
| 18              | Деніел Амарті         | 1 грудня 1994 (вік 27 років)     | Лестер Сіті          |
| 23              | Александер Джику      | 9 серпня 1994 (вік 27 років)     | Страсбур             |
| 26              | Абдул Мумін           | 6 червня 1998 (вік 23 роки)      | Віторія Гімарайнш    |
| Півзахисники    |                       |                                  |                      |
| 5               | Томас Партей          | 13 червня 1993 (вік 28 років)    | Арсенал              |
| 6               | Едмунд Аддо           | 17 травня 2000 (вік 21 рік)      | Шериф Тирасполь      |
| 8               | Даніель-Кофі К'єре    | 8 березня 1996 (вік 25 років)    | Санкт-Паулі          |
| 11              | Мубарак Вакасо        | 25 липня 1990 (вік 31 рік)       | Шеньчжень            |
| 20              | Мохаммед Кудус        | 2 серпня 2000 (вік 21 рік)       | Аякс                 |
| 21              | Іддрісу Баба          | 22 січня 1996 (вік 25 років)     | Мальорка             |
| 27              | Максвелл Кває         | 2 липня 1998 (вік 23 роки)       | Аккра Ґрейт Олімпікс |
| 28              | Девід Абанья          | 9 вересня 1998 (вік 23 роки)     | Реал Тамале Юнайтед  |
| Нападники       |                       |                                  |                      |
| 7               | Абдул Фатаву Іссахаку | 8 березня 2004 (вік 17 років)    | Дрімз                |
| 9               | Джордан Аю            | 11 вересня 1991 (вік 30 років)   | Крістал Пелес        |
| 10              | Андре Аю              | 17 грудня 1989 (вік 32 роки)     | Ас-Садд              |
| 13              | Річмонд Боак'є        | 28 січня 1993 (вік 28 років)     | Бейтар Єрусалим      |
| 15              | Джозеф Пейнтсіл       | 1 лютого 1998 (вік 23 роки)      | Ґенк                 |
| 19              | Семюел Овусу          | 28 березня 1996 (вік 25 років)   | Аль-Файха            |
| 22              | Камалдін Сулемана     | 15 лютого 2002 (вік 19 років)    | Ренн                 |
| 25              | Бенджамін Тетте       | 10 липня 1997 (вік 24 роки)      | Єні Малатьяспор      |
| Головний тренер |                       |                                  |                      |
|                 | Мілован Раєвац        | 2 січня 1954 (вік 68 років)      | Сербія               |

### МАРОККО
| №               | Гравець               | Дата народження                  | Клуб                    |
| Воротарі        |                       |                                  |                         |
| 1               | Яссін Буну            | 5 квітня 1991 (вік 30 років)     | Севілья                 |
| 12              | Мунір Моханд Мохамеді | 10 травня 1989 (вік 32 роки)     | Хатайспор               |
| 22              | Ахмед Реда Тагнауті   | 5 квітня 1996 (вік 25 років)     | Відад                   |
| Захисники       |                       |                                  |                         |
| 2               | Ашраф Хакімі          | 4 листопада 1998 (вік 23 роки)   | Парі Сен-Жермен         |
| 3               | Адам Масіна           | 2 січня 1994 (вік 28 років)      | Вотфорд                 |
| 5               | Наєф Аґерд            | 30 березня 1996 (вік 25 років)   | Ренн                    |
| 18              | Соф'ян Шакла          | 2 вересня 1993 (вік 28 років)    | Ауд-Геверле Левен       |
| 20              | Соф'ян Алакуш         | 29 липня 1998 (вік 23 роки)      | Мец                     |
| 21              | Суф'ян Ель-Каруані    | 19 жовтня 2000 (вік 21 рік)      | НЕК Неймеген            |
| 24              | Самі Ммае             | 8 вересня 1996 (вік 25 років)    | Ференцварош             |
| 25              | Мохамед Шаібі         | 21 січня 1993 (вік 28 років)     | ФАР                     |
| 26              | Бадр Банун            | 30 вересня 1993 (вік 28 років)   | Аль-Аглі (Каїр)         |
| Півзахисники    |                       |                                  |                         |
| 4               | Соф'ян Амрабат        | 21 серпня 1996 (вік 25 років)    | Фіорентіна              |
| 6               | Ромен Саїсс           | 26 березня 1990 (вік 31 рік)     | Вулвергемптон Вондерерз |
| 7               | Імран Луза            | 1 травня 1999 (вік 22 роки)      | Вотфорд                 |
| 8               | Аззедін Унаї          | 19 квітня 2000 (вік 21 рік)      | Анже                    |
| 11              | Файсал Фаджр          | 1 серпня 1988 (вік 33 роки)      | Сівасспор               |
| 13              | Ільяс Шаїр            | 30 жовтня 1997 (вік 24 роки)     | Квінз Парк Рейнджерс    |
| 15              | Селім Амалла          | 15 листопада 1996 (вік 25 років) | Стандард Льєж           |
| 16              | Аймен Баркок          | 21 травня 1998 (вік 23 роки)     | Айнтрахт Франкфурт      |
| 17              | Соф'ян Буфаль         | 17 вересня 1993 (вік 28 років)   | Анже                    |
| Нападники       |                       |                                  |                         |
| 9               | Аюб Ель-Каабі         | 25 червня 1993 (вік 28 років)    | Хатайспор               |
| 10              | Мунір Ель-Хаддаді     | 1 вересня 1995 (вік 26 років)    | Севілья                 |
| 14              | Закарія Абухляль      | 18 лютого 2000 (вік 21 рік)      | АЗ Алкмар               |
| 19              | Юссеф Ен-Несірі       | 1 червня 1997 (вік 24 роки)      | Севілья                 |
| 23              | Раян Ммае             | 1 листопада 1997 (вік 24 роки)   | Ференцварош             |
| 27              | Суф'ян Рахімі         | 2 червня 1996 (вік 25 років)     | Аль-Айн                 |
| 28              | Тарік Тіссудалі       | 2 квітня 1993 (вік 28 років)     | Ґент                    |
| Головний тренер |                       |                                  |                         |
|                 | Вахід Халілходжич     | 15 жовтня 1952 (вік 69 років)    | Боснія і Герцеговина    |

## Група D

### ЄГИПЕТ
| №               | Гравець               | Дата народження                  | Клуб        |
| Воротарі        |                       |                                  |             |
| 1               | Мохамед Ель-Шенаві    | 18 грудня 1988 (вік 33 роки)     | Аль-Аглі    |
| 16              | Мохамед Абу Ґабаль    | 29 січня 1989 (вік 32 роки)      | Замалек     |
| 23              | Мохамед Собхі         | 15 липня 1999 (вік 22 роки)      | Фарко       |
| 24              | Махмуд Ґад            | 1 жовтня 1998 (вік 23 роки)      | ЕНППІ       |
| Захисники       |                       |                                  |             |
| 2               | Мохамед Абдельмонем   | 1 лютого 1999 (вік 22 роки)      | Ф'юче       |
| 3               | Омар Камаль           | 29 вересня 1993 (вік 28 років)   | Ф'юче       |
| 6               | Ахмед Хегазі          | 25 січня 1991 (вік 30 років)     | Аль-Іттіхад |
| 12              | Айман Ашраф           | 9 квітня 1991 (вік 30 років)     | Аль-Аглі    |
| 13              | Ахмед Абу Ель-Фотух   | 22 березня 1998 (вік 23 роки)    | Замалек     |
| 15              | Махмуд Хамді          | 1 червня 1995 (вік 26 років)     | Замалек     |
| 20              | Махмуд Алаа           | 28 січня 1991 (вік 30 років)     | Замалек     |
| 27              | Марван Давуд          | 27 серпня 1997 (вік 24 роки)     | ЕНППІ       |
| Півзахисники    |                       |                                  |             |
| 4               | Амр Ель-Солія         | 2 квітня 1990 (вік 31 рік)       | Аль-Аглі    |
| 5               | Хамді Фатхі           | 29 вересня 1994 (вік 27 років)   | Аль-Аглі    |
| 7               | Трезеґе               | 1 жовтня 1994 (вік 27 років)     | Астон Вілла |
| 8               | Емам Ашур             | 20 лютого 1998 (вік 23 роки)     | Замалек     |
| 11              | Рамадан Собхі         | 23 січня 1997 (вік 24 роки)      | Пірамідс    |
| 17              | Мохаммед Ель-Нені     | 11 липня 1992 (вік 29 років)     | Арсенал     |
| 18              | Моханад Мостафа Лашін | 29 травня 1996 (вік 25 років)    | Ель-Ґеїш    |
| 19              | Абдалла Ель-Саїд      | 13 липня 1985 (вік 36 років)     | Пірамідс    |
| 21              | Ахмед Саєд            | 10 січня 1996 (вік 25 років)     | Замалек     |
| 25              | Акрам Тауфік          | 8 листопада 1997 (вік 24 роки)   | Аль-Аглі    |
| 26              | Ібрагім Адель         | 23 квітня 2001 (вік 20 років)    | Пірамідс    |
| Нападники       |                       |                                  |             |
| 9               | Мохамед Шеріф         | 4 лютого 1996 (вік 25 років)     | Аль-Аглі    |
| 10              | Мохамед Салах         | 15 червня 1992 (вік 29 років)    | Ліверпуль   |
| 14              | Мостафа Мохамед       | 28 листопада 1997 (вік 24 роки)  | Галатасарай |
| 22              | Омар Мармуш           | 7 лютого 1999 (вік 22 роки)      | Штутгарт    |
| 28              | Марван Хамді          | 15 листопада 1996 (вік 25 років) | Смуха       |
| Головний тренер |                       |                                  |             |
|                 | Карлуш Кейрош         | 1 березня 1953 (вік 68 років)    | Португалія  |

### ГВІНЕЯ-БІСАУ
| №               | Гравець           | Дата народження                  | Клуб              |
| Воротарі        |                   |                                  |                   |
| 1               | Жонас Мендеш      | 20 листопада 1989 (вік 32 роки)  | вільний агент     |
| 12              | Моріс Ґоміс       | 10 листопада 1997 (вік 24 роки)  | Ая-Напа           |
| 24              | Мануел Бальде     | 14 листопада 2002 (вік 19 років) | Візела            |
| Захисники       |                   |                                  |                   |
| 2               | Фалі Канде        | 24 січня 1998 (вік 23 роки)      | Портімоненсі      |
| 4               | Сімау Жуніор      | 29 серпня 1998 (вік 23 роки)     | Вілафранкенсі     |
| 14              | Фернанді Менді    | 16 січня 1994 (вік 27 років)     | Аллоа Атлетік     |
| 15              | Джефферсон Енкада | 17 квітня 1998 (вік 23 роки)     | Лейшойш           |
| 21              | Нану              | 17 травня 1994 (вік 27 років)    | Порту             |
| Півзахисники    |                   |                                  |                   |
| 5               | Пануче Камара     | 28 лютого 1997 (вік 24 роки)     | Плімут Аргайл     |
| 6               | Бура Ноґейра      | 22 грудня 1995 (вік 26 років)    | Фаренсе           |
| 7               | Мауро Родріґеш    | 15 квітня 2001 (вік 20 років)    | Сьйон             |
| 8               | Жоау Жакіте       | 22 лютого 1996 (вік 25 років)    | Вілафранкенсі     |
| 10              | Пеле              | 29 вересня 1991 (вік 30 років)   | Монако            |
| 16              | Морету Кассама    | 16 лютого 1998 (вік 23 роки)     | Реймс             |
| 20              | Сорі Мане         | 3 квітня 1996 (вік 25 років)     | Морейренсі        |
| 22              | Опа Санганте      | 1 лютого 1991 (вік 30 років)     | Шатору            |
| 23              | Алфа Семеду       | 30 серпня 1997 (вік 24 роки)     | Віторія Гімарайнш |
| Нападники       |                   |                                  |                   |
| 3               | Леонель Уча       | 9 травня 1988 (вік 33 роки)      | Маріньєнсі        |
| 9               | Стів Амбрі        | 12 серпня 1997 (вік 24 роки)     | Сошо              |
| 11              | Жоржиньйо         | 21 вересня 1995 (вік 26 років)   | Вісла (Плоцьк)    |
| 13              | Фредерік Менді    | 18 вересня 1988 (вік 33 роки)    | Віторія Сетубал   |
| 17              | Мама Бальде       | 6 листопада 1995 (вік 26 років)  | Труа              |
| 18              | Пікеті            | 12 лютого 1993 (вік 28 років)    | Аль-Шоулла        |
| 19              | Жозеф Мендеш      | 30 березня 1991 (вік 30 років)   | Ніор              |
| Головний тренер |                   |                                  |                   |
|                 | Бачіру Канде      | 6 квітня 1967 (вік 54 роки)      |                   |

### НІГЕРІЯ
| №               | Гравець             | Дата народження                  | Клуб                 |
| Воротарі        |                     |                                  |                      |
| 1               | Мадука Окоє         | 28 серпня 1999 (вік 22 роки)     | Спарта Роттердам     |
| 16              | Деніел Акпеї        | 3 серпня 1986 (вік 35 років)     | Кайзер Чифс          |
| 23              | Френсіс Узохо       | 28 жовтня 1998 (вік 23 роки)     | Омонія               |
| 27              | Джон Нобл Баріньїма | 6 червня 1993 (вік 28 років)     | Еньїмба              |
| Захисники       |                     |                                  |                      |
| 2               | Ола Айна            | 8 жовтня 1996 (вік 25 років)     | Торіно               |
| 3               | Джамілу Коллінз     | 5 серпня 1994 (вік 27 років)     | Падерборн 07         |
| 5               | Вільям Трост-Еконг  | 1 вересня 1993 (вік 28 років)    | Вотфорд              |
| 6               | Семі Аджаї          | 9 листопада 1993 (вік 28 років)  | Вест Бромвіч Альбіон |
| 12              | Заїду Санусі        | 13 червня 1997 (вік 24 роки)     | Порту                |
| 20              | Чідозіє Авазієм     | 1 січня 1997 (вік 25 років)      | Аланіяспор           |
| 21              | Тайронн Ебуехі      | 16 грудня 1995 (вік 26 років)    | Венеція              |
| 22              | Кеннет Омеруо       | 17 жовтня 1993 (вік 28 років)    | Леґанес              |
| 26              | Оліса Нда           | 21 січня 1998 (вік 23 роки)      | Орландо Пайретс      |
| Півзахисники    |                     |                                  |                      |
| 4               | Вілфред Ндіді       | 16 грудня 1996 (вік 25 років)    | Лестер Сіті          |
| 8               | Френк Оньєка        | 1 січня 1998 (вік 24 роки)       | Брентфорд            |
| 10              | Джо Айоделе-Арібо   | 21 липня 1996 (вік 25 років)     | Рейнджерс            |
| 18              | Алекс Івобі         | 3 травня 1996 (вік 25 років)     | Евертон              |
| 25              | Келечі Нвакалі      | 5 червня 1998 (вік 23 роки)      | Уеска                |
| Нападники       |                     |                                  |                      |
| 7               | Ахмед Муса          | 14 жовтня 1992 (вік 29 років)    | Фатіх Карагюмрюк     |
| 9               | Одіон Іґало         | 16 червня 1989 (вік 32 роки)     | Аш-Шабаб             |
| 11              | Генрі Оньєкуру      | 5 червня 1997 (вік 24 роки)      | Олімпіакос           |
| 13              | Чідера Еджуке       | 2 січня 1998 (вік 24 роки)       | ЦСКА Москва          |
| 14              | Келечі Іхеаначо     | 3 жовтня 1996 (вік 25 років)     | Лестер Сіті          |
| 15              | Мозес Саймон        | 12 липня 1995 (вік 26 років)     | Нант                 |
| 17              | Семюел Чуквуезе     | 22 травня 1999 (вік 22 роки)     | Вільярреал           |
| 19              | Тайво Авонії        | 12 серпня 1997 (вік 24 роки)     | Уніон Берлін         |
| 24              | Умар Садік          | 2 лютого 1997 (вік 24 роки)      | Альмерія             |
| 28              | Пітер Олаїнка       | 16 листопада 1995 (вік 26 років) | Славія Прага         |
| Головний тренер |                     |                                  |                      |
|                 | Августин Егуавон    | 19 серпня 1965 (вік 56 років)    |                      |

### СУДАН
| №               | Гравець              | Дата народження                | Клуб                   |
| Воротарі        |                      |                                |                        |
| 1               | Алі Абу Ашрін        | 6 грудня 1989 (вік 32 роки)    | Аль-Гіляль             |
| 16              | Ішаґ Адам            | 1 січня 1999 (вік 23 роки)     | Аль-Гіляль             |
| 23              | Мохамед Мостафа      | 19 лютого 1996 (вік 25 років)  | Аль-Меррейх            |
| Захисники       |                      |                                |                        |
| 2               | Мохамед Кесра        | 25 жовтня 1996 (вік 25 років)  | Хай Аль-Араб           |
| 3               | Ельсадіґ Хассан      | 4 вересня 1996 (вік 25 років)  | Аль-Шорта Гедареф      |
| 4               | Амжед Ісмаїл         | 1 січня 1993 (вік 29 років)    | Аль-Аглі (Шенді)       |
| 5               | Салахелдін Немер     | 5 лютого 1992 (вік 29 років)   | Аль-Меррейх            |
| 6               | Мустафа Каршум       | 6 грудня 1992 (вік 29 років)   | Аль-Меррейх            |
| 7               | Мохамед Амін         | 6 листопада 1998 (вік 23 роки) | Мутала                 |
| 13              | Авад Заєд            | 1 січня 1993 (вік 29 років)    | Аль-Аглі (Хартум)      |
| 17              | Мазін Мохамедеїн     | 2 травня 2000 (вік 21 рік)     | Хартум                 |
| 28              | Моаяд Абдін          | 21 травня 1996 (вік 25 років)  | Аль-Амал Атбара        |
| Півзахисники    |                      |                                |                        |
| 8               | Мохамед Хуссейн      | 18 вересня 1998 (вік 23 роки)  | Хай Ель-Ваді           |
| 9               | Абдельразіґ Яґуб     | 18 липня 1993 (вік 28 років)   | Аль-Гіляль             |
| 11              | Ґумаа Аббас          | 16 грудня 1989 (вік 32 роки)   | Аль-Гіляль             |
| 12              | Мустафа Ельфадні     | 24 жовтня 1999 (вік 22 роки)   | Аль-Аглі (Шенді)       |
| 14              | Мохамед Аль-Рашед    | 1 січня 1994 (вік 28 років)    | Аль-Меррейх            |
| 18              | Шаріф Омар           | 19 червня 1992 (вік 29 років)  | Аль-Гіляль (Ель-Фашир) |
| 19              | Дхія Махджуб         | 30 травня 1995 (вік 26 років)  | Аль-Меррейх            |
| 20              | Суліман Закарія      | 1 січня 1995 (вік 27 років)    | Хай Аль-Араб           |
| 21              | Валіелдін Хедр       | 15 вересня 1995 (вік 26 років) | Аль-Гіляль             |
| 22              | Альгозолі Нух        | 24 жовтня 2002 (вік 19 років)  | Аль-Меррейх            |
| 24              | Кептен Башир Альдахн | 1 червня 1994 (вік 27 років)   | Аль-Амал Атбара        |
| 26              | Альшейх Мохамед      | 14 червня 1997 (вік 24 роки)   | Хартум                 |
| 27              | Мохамед Ель-Монзер   | 13 жовтня 2000 (вік 21 рік)    | Ель-Гіляль Ель-Обейд   |
| Нападники       |                      |                                |                        |
| 10              | Мохамед Абдельрахман | 10 липня 1993 (вік 28 років)   | Аль-Гіляль             |
| 15              | Ясін Хамед           | 12 вересня 1999 (вік 22 роки)  | Ньїредьгаза            |
| 25              | Мусаб Ахмед Ейса     | 10 грудня 1993 (вік 28 років)  | Ель-Гіляль Ель-Обейд   |
| Головний тренер |                      |                                |                        |
|                 | Бурхан Тіа           | 1965                           |                        |

## Група E

### АЛЖИР
| №               | Гравець            | Дата народження                  | Клуб                   |
| Воротарі        |                    |                                  |                        |
| 1               | Мустафа Зеґба      | 21 листопада 1990 (вік 31 рік)   | Дамак                  |
| 16              | Александр Укіджа   | 19 липня 1988 (вік 33 роки)      | Мец                    |
| 23              | Раїс М'Болі        | 25 квітня 1986 (вік 35 років)    | Аль-Іттіфак            |
| Захисники       |                    |                                  |                        |
| 2               | Аїсса Манді        | 22 жовтня 1991 (вік 30 років)    | Вільярреал             |
| 3               | Мехді Тахрат       | 24 січня 1990 (вік 31 рік)       | Аль-Гарафа             |
| 4               | Джамель Бенламрі   | 25 грудня 1989 (вік 32 роки)     | Катар СК               |
| 5               | Мохамед Туґай      | 22 січня 2000 (вік 21 рік)       | Есперанс Туніс         |
| 17              | Абделькадер Бедран | 2 квітня 1992 (вік 29 років)     | Есперанс Туніс         |
| 20              | Юсеф Атал          | 17 травня 1996 (вік 25 років)    | Ніцца                  |
| 21              | Рамі Бенсебаїні    | 16 квітня 1995 (вік 26 років)    | Боруссія Менхенгладбах |
| 24              | Ільєс Шетті        | 22 січня 1995 (вік 26 років)     | Есперанс Туніс         |
| 25              | Хусін Бенаяда      | 8 серпня 1992 (вік 29 років)     | Етуаль дю Сахель       |
| 28              | Реда Халаїмія      | 28 серпня 1996 (вік 25 років)    | Беєрсхот               |
| Півзахисники    |                    |                                  |                        |
| 6               | Раміз Зеррукі      | 26 травня 1998 (вік 23 роки)     | Твенте                 |
| 10              | Соф'ян Фегулі      | 26 грудня 1989 (вік 32 роки)     | Галатасарай            |
| 12              | Харіс Белькебла    | 28 січня 1994 (вік 27 років)     | Брест                  |
| 14              | Соф'ян Бендебка    | 9 серпня 1992 (вік 29 років)     | Аль-Фатех              |
| 15              | Фарід Булая        | 25 лютого 1993 (вік 28 років)    | Мец                    |
| 18              | Адам Унас          | 11 листопада 1996 (вік 25 років) | Наполі                 |
| 19              | Адем Зорґан        | 6 січня 2000 (вік 22 роки)       | Шарлеруа               |
| 22              | Ісмаель Беннасер   | 1 грудня 1997 (вік 24 роки)      | Мілан                  |
| 26              | Мохамед Амура      | 9 травня 2000 (вік 21 рік)       | Лугано                 |
| Нападники       |                    |                                  |                        |
| 7               | Ріяд Махрез        | 21 лютого 1991 (вік 30 років)    | Манчестер Юнайтед      |
| 8               | Юсеф Белаїлі       | 14 березня 1992 (вік 29 років)   | без клубу              |
| 9               | Багдад Бунеджах    | 24 листопада 1991 (вік 30 років) | Ас-Садд                |
| 11              | Ясін Брагімі       | 8 лютого 1990 (вік 31 рік)       | Ар-Райян               |
| 13              | Іслам Слімані      | 18 червня 1988 (вік 33 роки)     | Олімпік Ліон           |
| 27              | Саїд Бенрахма      | 10 серпня 1995 (вік 26 років)    | Вест Гем Юнайтед       |
| Головний тренер |                    |                                  |                        |
|                 | Джамель Бельмаді   | 25 березня 1976 (вік 45 років)   |                        |

### ЕКВАТОРІАЛЬНА ГВІНЕЯ
| №               | Гравець              | Дата народження                  | Клуб                 |
| Воротарі        |                      |                                  |                      |
| 1               | Хесус Овоно          | 1 березня 2001 (вік 20 років)    | Депортіво Алавес     |
| 12              | Маріано Маґно Мба    | 3 серпня 1999 (вік 22 роки)      | Депортіво Унідад     |
| 13              | Мануель Сапунґа      | 23 листопада 1992 (вік 29 років) | Футуро Кінґз         |
| 25              | Айтор Ембела         | 17 квітня 1996 (вік 25 років)    | Сомосас              |
| Захисники       |                      |                                  |                      |
| 2               | Мігель Анхель Має    | 8 грудня 1995 (вік 26 років)     | Футуро Кінґз         |
| 3               | Марвін Аньєбо        | 26 серпня 1997 (вік 24 роки)     | Касереньо            |
| 5               | Косме Анвене         | 3 березня 1990 (вік 31 рік)      | Депортіво Унідад     |
| 10              | Еміліо Нсуе          | 30 вересня 1989 (вік 32 роки)    | вільний агент        |
| 11              | Басіліо Ндонґ        | 17 січня 1999 (вік 22 роки)      | Старт                |
| 15              | Карлос Акапо         | 12 березня 1993 (вік 28 років)   | Кадіс                |
| 16              | Сауль Коко           | 9 лютого 1999 (вік 22 роки)      | Лас-Пальмас          |
| 21              | Естебан Обіанг       | 7 травня 1998 (вік 23 роки)      | Антекера             |
| 23              | Луїс Месеґер         | 7 вересня 1999 (вік 22 роки)     | Навалькарнеро        |
| 28              | Луїс Енріке Нсуе     | 16 січня 1998 (вік 23 роки)      | Кано Спорт           |
| Півзахисники    |                      |                                  |                      |
| 4               | Федеріко Бікоро      | 17 березня 1996 (вік 25 років)   | Еркулес              |
| 7               | Рубен Беліма         | 11 лютого 1992 (вік 29 років)    | Еркулес              |
| 8               | Хосе Мачін           | 14 серпня 1996 (вік 25 років)    | Монца                |
| 14              | Яннік Буйла          | 6 жовтня 1998 (вік 23 роки)      | Хімнастік            |
| 20              | Сантьяго Енеме       | 29 вересня 2000 (вік 21 рік)     | Нант                 |
| 22              | Пабло Ґанет          | 4 листопада 1994 (вік 27 років)  | Реал Мурсія          |
| 24              | Алекс Бальбоа        | 6 березня 2001 (вік 20 років)    | Депортіво Алавес     |
| 26              | Хав'єр Акапо         | 3 вересня 1996 (вік 25 років)    | Ібіса Іслас Пітіусас |
| Нападники       |                      |                                  |                      |
| 6               | Іван Сальвадор       | 11 грудня 1995 (вік 26 років)    | Фуенлабрада          |
| 9               | Оскар Сіафа          | 12 вересня 1997 (вік 24 роки)    | Олімпіакос Волос     |
| 17              | Хосе Антоніо Міранда | 22 липня 1998 (вік 23 роки)      | Нікі Волос           |
| 18              | Доріан Хуніор        | 12 травня 2001 (вік 20 років)    | Лангрео              |
| 19              | Луїс Нлаво           | 30 листопада 2002 (вік 19 років) | Брага                |
| 27              | Педро Оба            | 18 травня 2000 (24 роки)         | Футуро Кінґз         |
| Головний тренер |                      |                                  |                      |
|                 | Хуан Міча            | 28 липня 1975 (вік 46 років)     |                      |

### КОТ-Д'ІВУАР
| №               | Гравець | Дата народження | Клуб |
| Воротарі        |         |                 |      |
| Захисники       |         |                 |      |
| Півзахисники    |         |                 |      |
| Нападники       |         |                 |      |
| Головний тренер |         |                 |      |
|                 |         |                 |      |

### СЬЄРРА-ЛЕОНЕ
| №               | Гравець               | Дата народження                 | Клуб                   |
| Воротарі        |                       |                                 |                        |
| 1               | Мохамед Нбаліє Камара | 29 квітня 1999 (вік 22 роки)    | Іст Енд Лайонз         |
| 16              | Ібрагім Сесей         | 18 жовтня 2004 (вік 17 років)   | Бо Рейнджерз           |
| 23              | Айзек Кокер           | 25 січня 1991 (вік 30 років)    | Каллон                 |
| Захисники       |                       |                                 |                        |
| 2               | Осман Какей           | 25 серпня 1997 (вік 24 роки)    | Квінз Парк Рейнджерс   |
| 3               | Кевін Райт            | 28 грудня 1995 (вік 26 років)   | Еребру                 |
| 5               | Стівен Колкер         | 29 грудня 1991 (вік 30 років)   | Газіантеп              |
| 15              | Єамі Дуніа            | 16 грудня 1996 (вік 25 років)   | Іст Енд Лайонз         |
| 17              | Умару Бангура         | 7 жовтня 1987 (вік 34 роки)     | Невшатель Ксамакс      |
| 18              | Девід Сесей           | 18 вересня 1998 (вік 23 роки)   | Вілдстон               |
| 20              | Саїду Мансерей        | 21 лютого 2001 (вік 20 років)   | Бо Рейнджерз           |
| Півзахисники    |                       |                                 |                        |
| 4               | Мохамед Камара        | 16 листопада 1987 (вік 34 роки) | без клубу              |
| 6               | Джон Камара           | 12 травня 1988 (вік 33 роки)    | Кешла                  |
| 7               | Кваме Куї             | 9 липня 1996 (вік 25 років)     | Вікінґур Рейк'явік     |
| 8               | Саїду Фофана          | 14 вересня 1997 (вік 24 роки)   | Каллон                 |
| 25              | Деніел Френсіс        | 10 липня 2002 (вік 19 років)    | Рот Вайс Ален          |
| 26              | Саїду Ба Камара       | 3 березня 2002 (вік 19 років)   | Бо Рейнджерз           |
| 27              | Абу Думбуя            | 29 січня 1999 (вік 22 роки)     | Іст Енд Лайонз         |
| 28              | Муса Ноа Камара       | 6 серпня 1999 (вік 22 роки)     | без клубу              |
| Нападники       |                       |                                 |                        |
| 9               | Оґастін Вільямс       | 3 серпня 1997 (вік 24 роки)     | без клубу              |
| 10              | Кей Камара            | 1 вересня 1984 (вік 37 років)   | ГІФК                   |
| 11              | Сулейман Кайкай       | 26 серпня 1995 (вік 26 років)   | Віком Вондерерз        |
| 12              | Альхаджі Камара       | 16 квітня 1994 (вік 27 років)   | Раннерс                |
| 13              | Оґастус Каргбо        | 24 серпня 1999 (вік 22 роки)    | Кротоне                |
| 14              | Мохамед Буя Турей     | 10 січня 1995 (вік 26 років)    | Хенань Суншань Лунмень |
| 19              | Мустафа Бунду         | 27 лютого 1997 (вік 24 роки)    | Орхус                  |
| 21              | Ідріс Кану            | 5 грудня 1999 (вік 22 роки)     | Пітерборо Юнайтед      |
| 22              | Ісса Каллон           | 3 січня 1996 (вік 26 років)     | Камбюр                 |
| 24              | Принс Беррі           | 18 серпня 1997 (вік 24 роки)    | Бо Рейнджерз           |
| Головний тренер |                       |                                 |                        |
|                 | Джон Кейстер          | 11 листопада 1970 (вік 51 рік)  |                        |

## Група F

### ГАМБІЯ
| №               | Гравець | Дата народження | Клуб |
| Воротарі        |         |                 |      |
| Захисники       |         |                 |      |
| Півзахисники    |         |                 |      |
| Нападники       |         |                 |      |
| Головний тренер |         |                 |      |
|                 |         |                 |      |

### МАЛІ
| №               | Гравець | Дата народження | Клуб |
| Воротарі        |         |                 |      |
| Захисники       |         |                 |      |
| Півзахисники    |         |                 |      |
| Нападники       |         |                 |      |
| Головний тренер |         |                 |      |
|                 |         |                 |      |

### МАВРИТАНІЯ
| №               | Гравець | Дата народження | Клуб |
| Воротарі        |         |                 |      |
| Захисники       |         |                 |      |
| Півзахисники    |         |                 |      |
| Нападники       |         |                 |      |
| Головний тренер |         |                 |      |
|                 |         |                 |      |

### ТУНІС
| №               | Гравець                 | Дата народження                  | Клуб              |
| Воротарі        |                         |                                  |                   |
| 1               | Фарук Бен Мустафа       | 1 липня 1989 (вік 32 роки)       | Есперанс Туніс    |
| 16              | Аймен Дахмен            | 28 січня 1997 (вік 24 роки)      | Сфаксьєн          |
| 22              | Бешир Бен Саїд          | 29 листопада 1994 (вік 27 років) | Монастір          |
| 26              | Алі Джемаль             | 9 червня 1990 (вік 31 рік)       | Етуаль дю Сахель  |
| Захисники       |                         |                                  |                   |
| 2               | Білел Іфа               | 9 березня 1990 (вік 31 рік)      | Клуб Африкен      |
| 3               | Монтассар Талбі         | 26 травня 1998 (вік 23 роки)     | Рубін Казань      |
| 4               | Омар Рекік              | 20 грудня 2001 (вік 20 років)    | Арсенал           |
| 5               | Уссама Хаддаді          | 28 січня 1992 (вік 29 років)     | Єні Малатьяспор   |
| 6               | Дилан Бронн             | 19 червня 1995 (вік 26 років)    | Мец               |
| 12              | Алі Маалул              | 1 січня 1990 (вік 32 роки)       | Аль-Аглі          |
| 13              | Алі Ель-Абді            | 20 грудня 1993 (вік 28 років)    | Кан               |
| 20              | Мохамед Дрегер          | 25 червня 1996 (вік 25 років)    | Ноттінгем Форест  |
| 21              | Хамза Матлуті           | 25 липня 1992 (вік 29 років)     | Замалек           |
| 24              | Мохамед Амін Бен Хміда  | 15 грудня 1995 (вік 26 років)    | Есперанс Туніс    |
| Півзахисники    |                         |                                  |                   |
| 8               | Саїф-Еддін Хауї         | 27 квітня 1995 (вік 26 років)    | Клермон           |
| 14              | Ганнібал Межбрі         | 21 січня 2003 (вік 18 років)     | Манчестер Юнайтед |
| 15              | Мохамед Алі Бен Ромдхан | 6 вересня 1999 (вік 22 роки)     | Есперанс Туніс    |
| 17              | Ельє Скірі              | 10 травня 1995 (вік 26 років)    | Кельн             |
| 18              | Ґелен Шаалалі           | 28 лютого 1994 (вік 27 років)    | Есперанс Туніс    |
| 19              | Хамза Рафіа             | 22 квітня 1999 (вік 22 роки)     | Стандард Льєж     |
| 23              | Наїм Сліті              | 27 липня 1992 (вік 29 років)     | Аль-Іттіфак       |
| 25              | Аніс Бен Слімане        | 16 березня 2001 (вік 20 років)   | Брондбю           |
| 28              | Аїсса Лаїдуні           | 13 грудня 1996 (вік 25 років)    | Ференцварош       |
| Нападники       |                         |                                  |                   |
| 7               | Юссеф Мсакні            | 28 жовтня 1990 (вік 31 рік)      | Аль-Арабі         |
| 9               | Йоанн Тузґар            | 28 листопада 1986 (вік 35 років) | Труа              |
| 10              | Вагбі Хазрі             | 8 лютого 1991 (вік 30 років)     | Сент-Етьєн        |
| 11              | Сейфеддін Джазірі       | 12 лютого 1993 (вік 28 років)    | Замалек           |
| 27              | Іссам Джебалі           | 25 грудня 1991 (вік 30 років)    | Оденсе            |
| Головний тренер |                         |                                  |                   |
|                 | Мондер Кебаєр           | 2 квітня 1970 (вік 51 рік)       |                   |